# 石田光規
石田 光規（いしだ みつのり、1973年 - ）は、日本の社会学者。早稲田大学文学学術院教授。日本労働社会学会奨励賞受賞。

## 人物・経歴
神奈川県生まれ。1997年立教大学社会学部産業関係学科卒業。2007年東京都立大学大学院社会科学研究科社会学専攻博士課程単位取得退学、大妻女子大学人間関係学部専任講師。2008年東京都立大学より博士（社会学）の学位を取得。2010年『産業労働社会における人間関係：パーソナルネットワーク・アプローチによる分析』で日本労働社会学会奨励賞（著書の部）受賞。2011年大妻女子大学人間関係学部准教授。2014年早稲田大学文学学術院准教授。2016年早稲田大学文学学術院教授。

## 著作

### 著書
- 『産業・労働社会における人間関係 パーソナルネットワーク・アプローチによる分析』日本評論社 2009年
- 『孤立の社会学 無縁社会の処方箋』勁草書房 2011年
- 『つながりづくりの隘路 地域社会は再生するのか』勁草書房 2015年
- 『孤立不安社会 つながりの格差、承認の追求、ぼっちの恐怖』勁草書房 2018年
- 『友人の社会史 1980-2010年代私たちにとって「親友」とはどのような存在だったのか』晃洋書房 2021年
- 『「友だち」から自由になる』光文社 2021年
- 『「人それぞれ」がさみしい 「やさしく・冷たい」人間関係を考える』ちくまプリマー新書 2022年

### 編書
- 『郊外社会の分断と再編 : つくられたまち・多摩ニュータウンのその後』（編著）晃洋書房 2018年
- 『格差と分断/排除の諸相を読む』（林拓也, 田辺俊介と共編著）晃洋書房 2022年

### 訳書
- ナン・リン著『ソーシャル・キャピタル : 社会構造と行為の理論』（筒井淳也, 桜井政成, 三輪哲, 土岐智賀子と共訳）ミネルヴァ書房 2008年